# Monument de Nicias
Le monument chorégique de Nicias est un monument chorégique, daté de -320/-319, situé à l'ouest du théâtre de Dionysos et à l'est de la stoa d'Eumène, à Athènes.
Comme les autres monuments chorégiques d'Athènes, il était destiné à supporter le trépied de bronze dédié à Dionysos ou à Apollon, au nom du gagnant des concours lyriques ou dramatiques.

## Description
Le monument devait ressembler à un petit temple dorique. Il ne reste que quelques éléments des fondations. Certains de ses matériaux ont été réutilisés lors de l'édification de la porte Beulé, au IIIe siècle, où des éléments de l'entablement (triglyphes) et de l'inscription dédicatoire sont encore identifiables.
L'inscription dédicatoire du monument de Nicias (IG II 2 3055), visible sur l'entablement remployé sur la porte Beulé, se lit comme suit :
Νι[κ]ί[α]ς Νι[κ]οδήμου Ξυ[π]εταιὼν ἀνέθηκε νικήσας χορηγῶν Ϛεκροπίδι
Πανταλέων Σικυώνιο[ς] ηὔλει, ἆισμα Ἐλπήνωρ Τιμοθέου, Νέ[αι]χμο̣ς ἦρ
« Nicias, fils de Nicomède, du dème de Xypétè, a dédié cet autel pour commémorer sa victoire dans le concours avec des garçons de la tribu des Cécropides. Pantaléon de Sicyone a joué de l'aulos, tandis que le chant interprété était Elpénor de Timothée. Neaechmos étant archonte. »,.

## Études et hypothèses
L'étude du monument a débuté en 1885 par l'examen par Wilhelm Dörpfeld  de ses spolia incorporés dans la porte Beulé. Dörpfeld propose quatre ans plus tard d'identifier le site à des fondations situées au niveau de l'odéon d'Hérode Atticus, une hypothèse rejetée par la suite. William Dinsmoor identifie finalement le site en 1910.
La date exacte de la destruction du monument est inconnue, mais Dinsmoor a soutenu qu'elle pouvait être contemporaine de celle de la stoa d'Eumène, c'est-à-dire à la fin de la période romaine, avant la reconstruction du théâtre de Dionysos par Phaidros au IIIe ou IVe siècle de notre ère.
Deux des principaux monuments chorégiques qui ont survécu (celui de Thrasyllos et celui de Nicias) appartiennent à la période de domination oligarchique sous la régence macédonienne, et il est peut-être significatif qu'ils ne se trouvent pas dans la rue des trépieds, où la plupart des prix et monuments chorégiques ont été placés. L'affichage de richesse et de prestige qu'ils représentent peut avoir été une tentative de faire avancer les carrières politiques des chorèges et incité la loi somptuaire de Démétrios de Phalère.

## Galerie

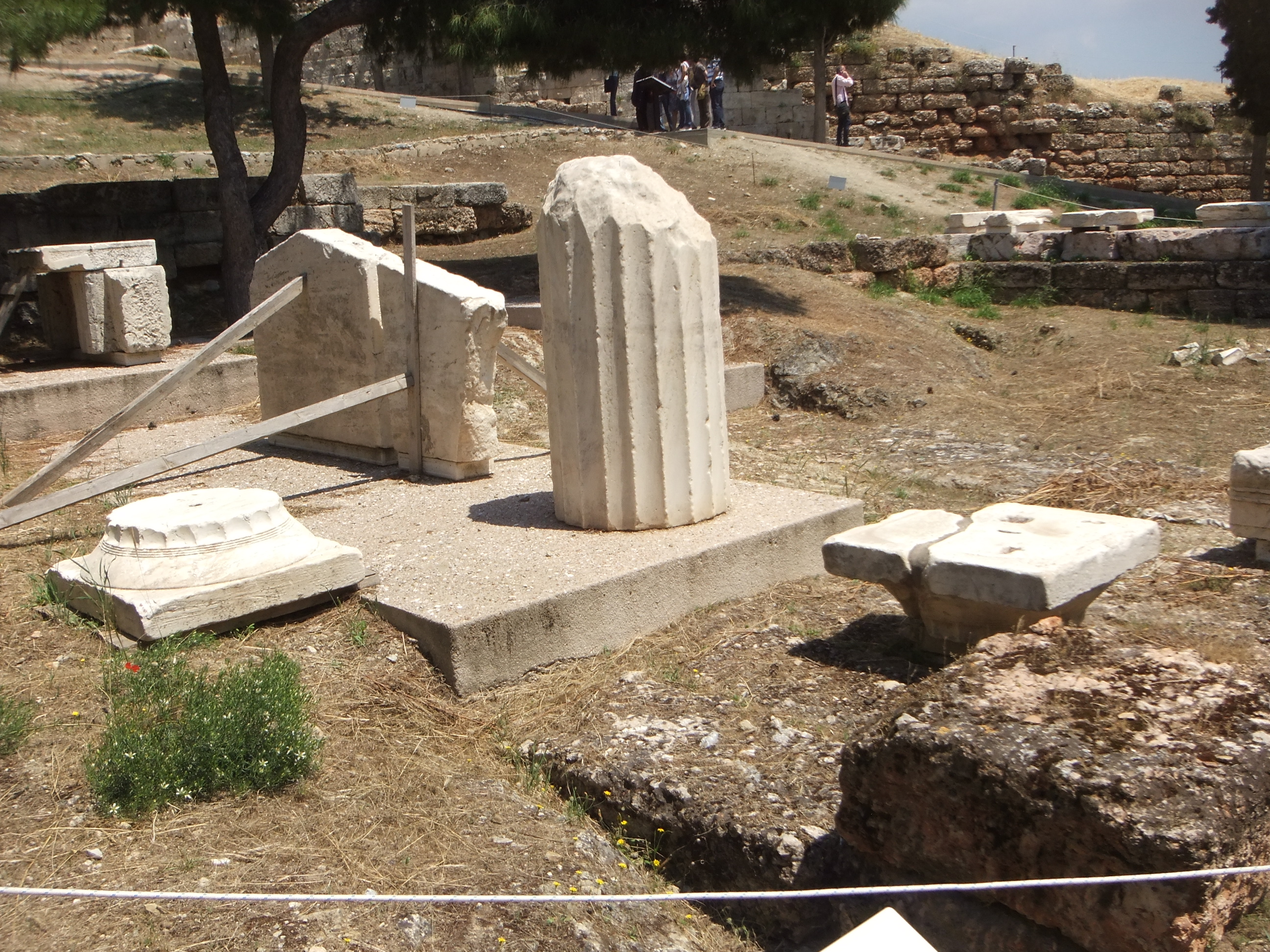
Vestiges du monument in situ, à l'ouest du théâtre de Dionysos.
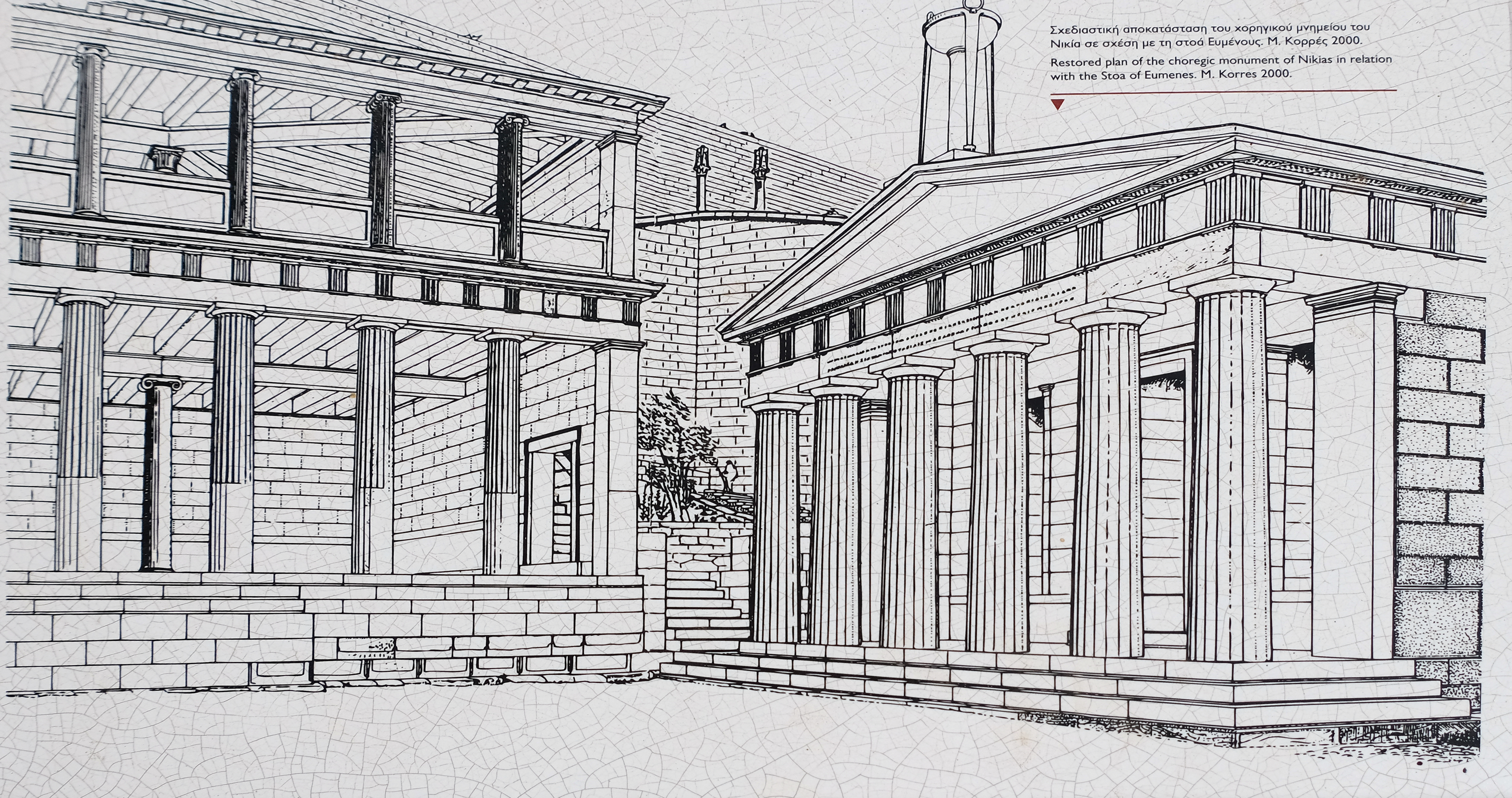
Reconstitution probable du monument (à droite) vers -160.
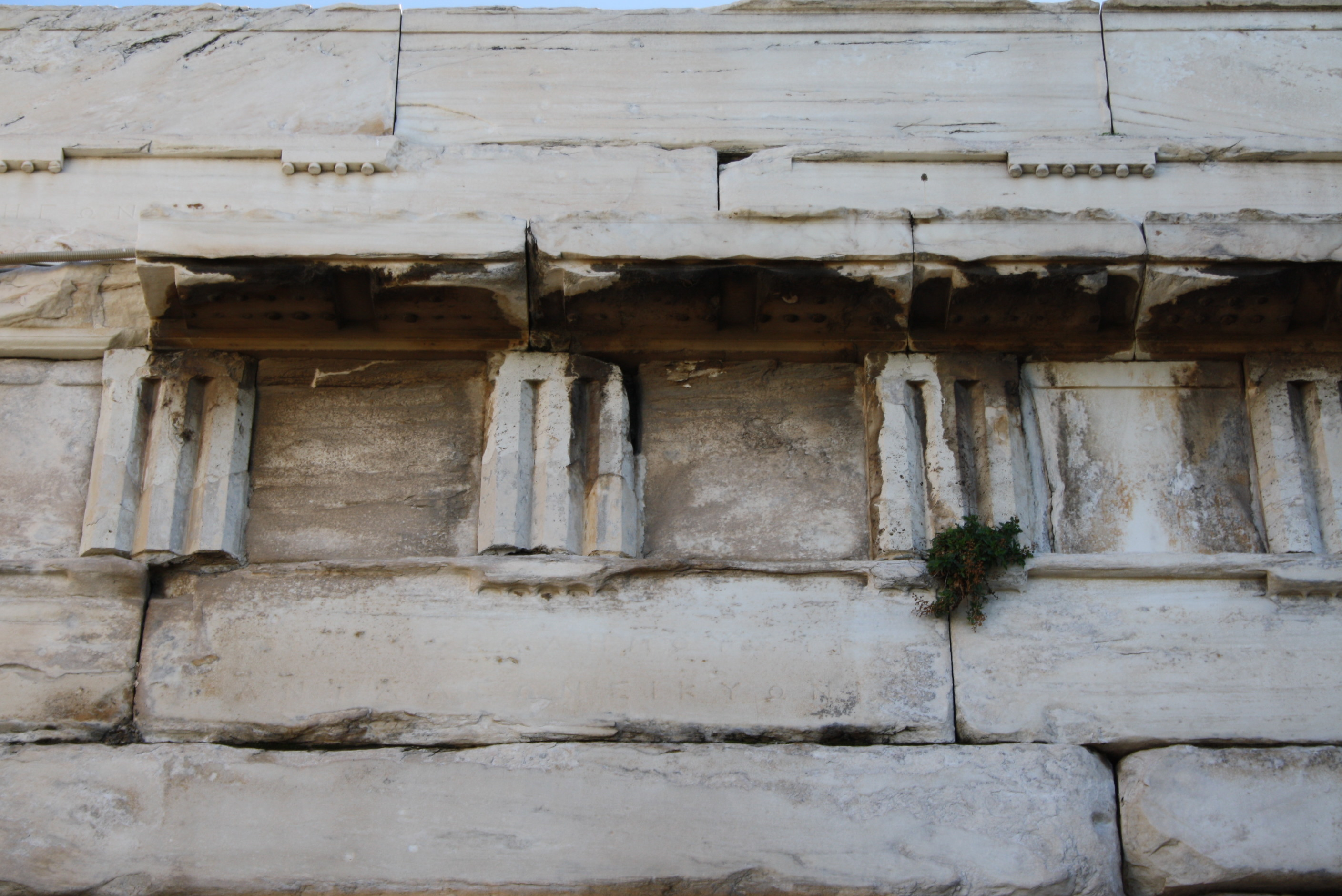
Éléments de l'architrave du monument réutilisés dans la porte Beulé, avec l'inscription dédicatoire.